# Sluderno
Schluderns tiếng Đức) hoặc Sluderno tiếng Ý) là một đô thị ở Bolzano-Bozen trong vùng Trentino-Alto Adige/Südtirol của Ý, có vị trí cách khoảng 80 km về phía tây bắc của Trento và khoảng 60 km về phía tây bắc của Bolzano. Tại thời điểm ngày 31 tháng 12 năm 2004, đô thị này có dân số 1.876 người và diện tích là 20,8 km².

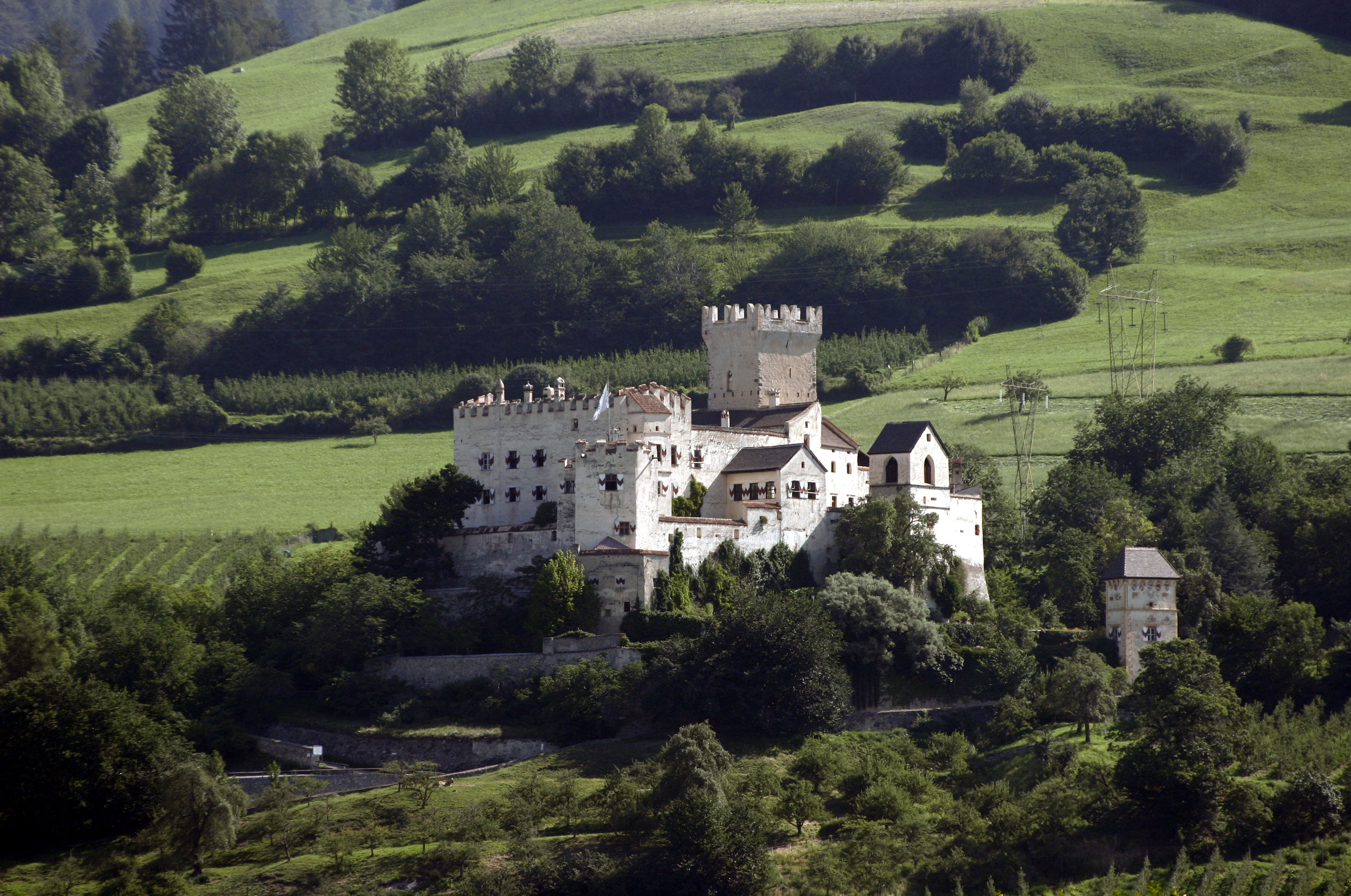
Lâu đài Churburg

Ở Schluderns có lâu đài Churburg năm 1250.
Đô thị Silandro/Schluderns có các frazione (đơn vị cấp dưới) Spondigna (Spondinig).
Schluderns giáp các đô thị: Glorenza/Glurns, Lasa/Laas, Malles Venosta/Mals, và Prato allo Stelvio/Prad am Stilfser Joch.